# Squadra Unificata Tedesca agli VIII Giochi olimpici invernali
La Squadra Unificata Tedesca partecipò agli VIII Giochi olimpici invernali, svoltisi a Squaw Valley, Stati Uniti, dal 18 al 28 febbraio 1960, con una delegazione di 74 atleti impegnati in otto discipline.

## Medagliere

### Per discipline
| Sport                   | Oro | Argento | Bronzo | Totale |
| ----------------------- | --- | ------- | ------ | ------ |
| Sci alpino              | 1   | 1       | 1      | 3      |
| Pattinaggio di velocità | 1   | 1       | 0      | 2      |
| Combinata nordica       | 1   | 0       | 0      | 1      |
| Salto con gli sci       | 1   | 0       | 0      | 1      |
| Pattinaggio di figura   | 0   | 1       | 0      | 1      |
| Totale                  | 4   | 3       | 1      | 8      |

### Medaglie
| Medaglia | Atleta                            | Sport                   | Evento                         |
| -------- | --------------------------------- | ----------------------- | ------------------------------ |
| Oro      | Helga Haase                       | Pattinaggio di velocità | 500 m femminile                |
| Oro      | Heidi Biebl                       | Sci alpino              | Discesa libera femminile       |
| Oro      | Georg Thoma                       | Combinata nordica       | -                              |
| Oro      | Helmut Recknagel                  | Salto con gli sci       | -                              |
| Argento  | Marika Kilius Hans-Jürgen Bäumler | Pattinaggio di figura   | Pattinaggio di figura a coppie |
| Argento  | Helga Haase                       | Pattinaggio di velocità | 1000 m femminile               |
| Argento  | Hanspeter Lanig                   | Sci alpino              | Discesa libera maschile        |
| Bronzo   | Barbara Henneberger               | Sci alpino              | Slalom speciale femminile      |